# Jake Adicoff
Jacob Adicoff (* 16. Mai 1995 in San Jose, Kalifornien) ist ein sehbehinderter US-amerikanischer Langläufer und Biathlet.
Adicoff wurde 2002 durch das Junior Nordic Development Team der Sun Valley Ski Education Foundation in den Parasport eingeführt. Adicoff, der seit Geburt blind ist, sammelte Erfahrungen im alpinen und nordischen Skisport. Ab der Saison 2013/14 legte er seinen Fokus voll auf Ski nordisch mit dem Paralympics Nordic Skiing National Team.

## Karriere
Die ersten Paralympics, an denen Jake Adicoff teilnahm, wurden 2014 in Sotschi, Russland ausgetragen. Seine erste paralympische Medaille holte er sich bei den Winter-Paralympics 2018 mit einer Silbermedaille beim 10-km-Langlauf. Bei den Winter-Paralympics 2022 in Peking gewann er Gold in der 4 × 2,5-km-Mixed-Staffel und zweimal Silber.
Bei den Para-Schneesport-Weltmeisterschaften 2021 in Lillehammer, Norwegen, gewann er die Goldmedaille beim 12,5-km-Langlauf, Silber im Langlauf-Sprint und Bronze beim 20-km-Langlauf.
Bei den Weltmeisterschaften 2023 erreichte er gemeinsam mit seinem Begleitläufer Sam Wood Gold im Langlauf-Sprint und in der Mixed-Staffel sowie Silber über 10 km und 18 km.
In der Langlaufsaison 2023/24 gewann Jake Adicoff den Gesamt-Weltcup.

## Ehrungen
Jake Adicoff ist Empfänger des US Ski and Snowboard Dave Quinn Award 2011, der Athleten ehrt, die die Ideale des Langlaufs leben.